# جوفونتي ريديك
جوفونتي ريديك (بالإنجليزية: Juvonte Reddic)‏ مواليد 23 مايو 1992 في وينستون-سالم، هو لاعب كرة سلة أمريكي. بدأ مسيرته الاحترافية في سنة 2014. يلعب في الدوري اليوناني لكرة السلة. يحمل الرقم 7. يبلغ طوله 6 قدم 9 بوصة (2.1 م).

## المسيرة الاحترافية
لعب مع فيكتوريا يبرتاس بيزارو في الدوري الإيطالي في موسم 2014–2015، ثم لعب مع فيرتوس بالاكانسترو بولونيا في سنة 2015، ثم لعب مع كانتون شارج في موسم 2015–2016.

## روابط خارجية
- جوفونتي ريديك على موقع كرة السلة الأوروبية.كوم (الإنجليزية)
- جوفونتي ريديك على موقع كلية كرة السلة في سبورتس رفرنس.كوم (الإنجليزية)
- جوفونتي ريديك على موقع ريلجم (الإنجليزية)
- جوفونتي ريديك على موقع بروبوليرز (الإنجليزية)
- جوفونتي ريديك على موقع سبورتس رفرنس (الإنجليزية)
- جوفونتي ريديك على موقع سبورتس رفرنس (الإنجليزية)